# L’Aiguillon
L’Aiguillon (okzitanisch L’Agulhon) ist eine französische Gemeinde mit 375 Einwohnern (Stand 1. Januar 2022) im Département Ariège in der Region Okzitanien. Sie gehört zum Kanton Pays d’Olmes und zum Arrondissement Pamiers.
Nachbargemeinden sind Dreuilhe im Nordwesten, Lesparrou im Norden, Bélesta im Osten, Fougax-et-Barrineuf im Süden, Bénaix im Südwesten und Saint-Jean-d’Aigues-Vives im Westen.

## Bevölkerungsentwicklung
| Jahr      | 1962 | 1968 | 1975 | 1982 | 1990 | 1999 | 2008 | 2015 |
| --------- | ---- | ---- | ---- | ---- | ---- | ---- | ---- | ---- |
| Einwohner | 403  | 372  | 391  | 437  | 480  | 422  | 391  | 420  |